# Mesudus
Mesudus is een geslacht van spinnen uit de  familie van de Desidae.

## Soorten
- Mesudus frondosus (Forster, 1970)
- Mesudus setosus (Forster, 1970)
- Mesudus solitarius (Forster, 1970)